# Martiri persiani
I martiri persiani furono una grande quantità di cristiani uccisi durante le persecuzioni messe in atto da Sapore II in Persia, iniziate intorno all'anno 340. Di loro si parla negli Atti dei martiri persiani, scritti probabilmente da san Maruta.

## Biografia
Durante il regno del re sasanide Sapore II le persecuzioni verso i cristiani in Persia s'inasprirono; inizialmente, venne loro imposto di pagare il doppio delle tasse e di chiudere i luoghi di culto.
Simeone bar Ṣabbā'e (che significa "figlio del follatore), vescovo di Seleucia e Ctesifonte, rifiutò di raccogliere i soldi dalla gente, che era molto povera; venne quindi arrestato e condotto davanti al re. Si rifiutò sia di prostrarsi davanti a lui che di adorare il dio sole, e venne così incarcerato assieme a più di un centinaio di altri compagni, fra cui vescovi, presbiteri e altri religiosi. Dopo essere stato costretto a osservare mentre venivano uccisi tutti venne anch'egli decapitato, il venerdì santo 17 aprile 341. La sorella di Simeone, Tarbula, subì un martirio particolarmente crudele, in quanto venne uccisa usando una sega.
Dopo la morte di Simeone, molti altri cristiani vennero martirizzati in Persia: fra questi anche Ǧūhštazad, un eunuco, educatore e favorito dello stesso Sapore II, convertito da Simeone. Rifiutatosi di adorare il dio sole, Ǧūhštazad venne ucciso nelle stanze di Artaserse, nell'Adiabene, da un prete apostata di Salūqnā di nome Waratran.

### Le diverse versioni
I racconti dei martiri persiani sono narrati da diverse fonti, che presentano delle incongruenze l'una rispetto all'altra. Delle analisi, come quella condotta da Paul Peeters (nello studio Le passionaire d'Adiabène, in Analecta Bollandiana, 1925), hanno riportato chiarezza fra le varie agiografie, che si erano confuse e rimescolate tra loro.
Ad esempio, le storie dei santi Acepsima, Aeitala e Giuseppe vennero fuse in una unica, narrata da Sozomeno e riscontrata anche, leggermente differente, in una passione siriaca: secondo questa versione Acepsima sarebbe stato un anziano vescovo di Ḥenaythā, arrestato assieme a diversi dei suoi chierici fra cui Aeitala, sacerdote (o diacono) sessantenne di Bēth-Nūhādrā, a 37 anni dall'inizio della persecuzioni di Sapore II; Giuseppe (chiamato anche Giacomo, molto probabilmente a causa di errori di trascrizione), indicato come un sacerdote settantenne di Bēth-Kathōbā, sarebbe stato arrestato di lì a breve, dopo aver cercato di assistere Acepsima. I tre santi sarebbero stati torturati per tre anni, per poi essere condotti al tribunale di Adharšābur dove Acepsima, sottoposto ad altri supplizi, sarebbe morto, per essere sepolto dalla figlia del re armeno, ostaggio in Persia. Giuseppe ed Aeitala sarebbero stati rimandati nell'Adiabene, e ivi lapidati.

## Data di commemorazione
Nei sinassari bizantini le date di commemorazione erano disparate: i santi Acepsima, Giuseppe ed Aeitala erano ricordati il 3 novembre, sant'Ebedieso il 9 aprile e i santi Giacomo ed Azadane i giorni 10, 14, 15, 17 e 18 novembre. Le date vennero modificate nei martirologi occidentali, dove tutti questi martiri erano ricordati al 22 aprile, e dove si hanno anche i santi Simeone bar Ṣabbā'e e Ǧūhštazad commemorati separatamente dagli altri, il 21 aprile.
Con la nuova edizione rivista del martirologio, i santi sono stati spostati nuovamente di data: attualmente sono ricordati complessivamente il giorno 17 aprile, ed un altro folto gruppo (centoundici uomini e nove donne) il 5 dello stesso mese. Dei santi del 17 solo Ǧūhštazad e Simeone vengono citati per nome, e tra quelli del 5 solo Tarbula. Sono comunque sparsi lungo tutto il corso dell'anno diversi altri martiri, festeggiati a gruppi o singolarmente (si veda la tabella sottostante).

## Nomi
Di seguito una tabella riportante i nomi dei martiri conosciuti, con eventuali nomi alternativi, la data di morte, eventuali informazioni e la data di commemorazione, per quelli presenti nel martirologio attuale. Eventuali informazioni errate, come quelle evidenziate precedentemente, non sono presenti nella tabella.
| Nome                | Nomi alternativi                                        | Data di martirio                   | Altre informazioni | Ricorrenza  |
| ------------------- | ------------------------------------------------------- | ---------------------------------- | --- | ----------- |
| Abdas               | Abda                                                    |                                    | Vescovo di Kaskar | 16 maggio   |
| Abdhaykla           |                                                         |                                    | Sacerdote, martire con Simeone |             |
| Abibo               | Abibus, Habib                                           |                                    | Martire del gruppo di Barachisio |             |
| Abramo              |                                                         |                                    | Vescovo di Arbela, decapitato | 30 gennaio  |
| Abrosimus           |                                                         | 360 circa                          | Sacerdote |             |
| Acepsima            | Acepsimas, Acepsimus, Aceptismas                        | 378, 18 settembre                  | Martire della Media, condannato da Adharšābur |             |
| Acindino            |                                                         |                                    | | 2 novembre  |
| Aeitala             | Aithala                                                 | 355, 2 dicembre (o non molto dopo) | Martire di Bēth-Nūhādrā, processato da Šābur Ţamšābur; sacerdote della dea Sarbel convertito al cristianesimo |             |
| Aftonio             |                                                         |                                    | | 2 novembre  |
| Anania              | Hananya                                                 |                                    | Sacerdote, arrestato su ordine del sommo sacerdote Ardisag, massacrato a frustate: creduto morto, venne abbandonato in piazza, ma dei fedeli lo trasportarono a casa sua, dove morì                                                                                         | 22 novembre |
| Anempodisto         |                                                         |                                    | | 2 novembre  |
| Anna                |                                                         |                                    | Monaca, citata dai sinassari bizantini assieme a Ǧūhštazad |             |
| Astê                |                                                         |                                    | |             |
| Azadane             | Azadanes, Azād                                          | 377 (o 371), 15 aprile             | Diacono di Bēth-Naggāre |             |
| Barachisio          | Barachisius, Berikjesu, Brich-Jésus                     |                                    | Monaco di Beth-Asa, martire con il fratello Giona e altri compagni |             |
| Barhadbescialas     |                                                         | 354                                | Diacono | 21 luglio   |
| Barsaba             | Barsabas                                                | 342                                | Abate e operatore di miracoli, martire con altri dodici monaci |             |
| Bautha              |                                                         |                                    | Monaca, citata dai sinassari bizantini assieme a Ǧūhštazad |             |
| Bicor               |                                                         | 360 circa                          | Vescovo |             |
| Dinach              | Denachis                                                |                                    | Monaca, citata dai sinassari bizantini assieme a Ǧūhštazad |             |
| Domizio             | Domitius                                                | 363                                | Martirizzato con la lapidazione durante il regno di Giuliano l'Apostata assieme a due compagni. | 7 agosto    |
| Ebedieso            | Abdjesus, Abdiesus, Hebed Jesus, Abdieso                | 342 circa                          | Vescovo di Kaskar o di Bethkaskar, oppure diacono; secondo alcune fonti sopravvisse alle torture e fu liberato, continuando a predicare fino a che non venne pugnalato. Altre lo dicono martire assieme a sedici preti, nove diaconi, sei monaci e sette vergini            | 16 maggio   |
| Elia                | Elias                                                   |                                    | Martire del gruppo di Barachisio |             |
| Elpidiforo          |                                                         |                                    | | 2 novembre  |
| Ǧūhštazad           | Ǧūhištazad, Ushtazade, Usthazanes, Azades, Azade, Azad  | 371                                | Eunuco originario di Karkā de-Beth Selōk, educatore e favorito di re Sapore II | 17 aprile   |
| Giacomo             |                                                         | 377 (o 371), 15 aprile             | Sacerdote di Aspargalthār | 1º novembre |
| Giona               |                                                         |                                    | Monaco di Beth-Asa, martire con il fratello Barachisio e altri compagni |             |
| Giovanni            |                                                         | Catturato nel 343, martire nel 344 | Primo vescovo di Arbela, presiedette il Concilio di Nicea I con il titolo di Vescovo di Persia e della grande India | 1º novembre |
| Giuseppe            | Josepho, Giacomo, Jacobo                                | 379, 7 giugno                      | Martire di Arbela; il suo processo è cominciato sotto Adhurkuarkšed e si è concluso sotto Zaratust | 10 novembre |
| Ia                  |                                                         |                                    | | 4 agosto    |
| Lazzaro             | Lazarus                                                 |                                    | Martire del gruppo di Barachisio |             |
| Malach              |                                                         |                                    | |             |
| Malochia            |                                                         |                                    | Monaca, citata dai sinassari bizantini assieme a Ǧūhštazad |             |
| Mama                |                                                         |                                    | Monaca, citata dai sinassari bizantini assieme a Ǧūhštazad |             |
| Mamelta             | Mamelechta, Mamelchtha                                  |                                    | Sacerdotessa pagana convertita al cristianesimo, lapidata e poi annegata in un lago |             |
| Mamlacha            |                                                         |                                    | Vergine, originaria della terra dei Garamei | 5 ottobre   |
| Mareas              |                                                         | 360 circa                          | Vescovo |             |
| Mari                | Mares, Marinus                                          |                                    | Martire del gruppo di Barachisio |             |
| Marta               |                                                         |                                    | Figlia di Pusicio, uccisa il giorno dopo di lui | 19 aprile   |
| Maruta              | Maruthas, Marotas                                       |                                    | Martire del gruppo di Barachisio |             |
| Maryahb             |                                                         |                                    | Corepiscopo | 22 aprile   |
| Milles              |                                                         | 360 circa                          | Vescovo di Sus |             |
| Nana                |                                                         |                                    | |             |
| Narsete             | Narses                                                  |                                    | Martire del gruppo di Barachisio |             |
| Narsete             |                                                         |                                    | (Omonimo del precedente) | 10 novembre |
| Papio               | Papa                                                    | 343                                | Presbitero della villaggio di Helmin, martire nel villaggio di Harbet Gelall nella persecuzione di Ardashir II (fratello di Sapore), durante la sua reggenza nell'Adiabene. Commemorato nel Menologio di Basilio II il 20 novembre insieme a Giovanni e al presbitero Isaac |             |
| Pegasio             |                                                         |                                    | | 2 novembre  |
| Pusicio             | Pusyak                                                  |                                    | Ufficiale del regno (o prefetto degli artisti), ucciso per aver confortato il sacerdote Anania | 18 aprile   |
| Sasanos             | Sasanê Noêlmarê                                         |                                    | Citato dai sinassari bizantini assieme a Ǧūhštazad |             |
| Saba                | Sava                                                    |                                    | Martire del gruppo di Barachisio |             |
| Sibeita             | Sembeeth, Sivsithina                                    |                                    | Martire del gruppo di Barachisio |             |
| Simeone bar Ṣabbā'e | Simeone bar Sabba'e, Simeon Barsabae, Simeone Bar Sabbã | 13 aprile 341                      | Vescovo di Seleucia e Ctesifonte | 17 aprile   |
| Tarbula             | Ferbuta                                                 |                                    | Sorella di Simeone, vergine, vedova e martire assieme ad una sua ancella | 5 aprile    |
| Tecla               |                                                         |                                    | Monaca, citata dai sinassari bizantini assieme a Ǧūhštazad |             |
| Tentus              |                                                         |                                    | Monaca, citata dai sinassari bizantini assieme a Ǧūhštazad |             |
| Zanita              | Zanitas                                                 |                                    | Martire del gruppo di Barachisio |             |
| Zarouantinê         |                                                         |                                    | Citato dai sinassari bizantini assieme a Ǧūhštazad |             |